# Constitution russe de 1906
La Constitution russe de 1906 fait référence à une révision majeure des Lois fondamentales de l’Empire russe de 1832, qui a transformé l’État autrefois absolutiste en un État dans lequel l’empereur a accepté pour la première fois de partager son pouvoir autocratique avec un parlement. Elle a été promulguée le 6 mai 1906, à la veille de l’ouverture de la première Douma d’État. Les Lois fondamentales avaient été publiées en 1832 sous le nom de Code des lois de l’Empire russe (en russe : Свод законов Российской империи, orthographe russe d’avant 1918 : Сводъ законовъ Россійской Имперіи) . Elle a été accordée pendant la révolution russe de 1905, dans un dernier effort du gouvernement impérial pour préserver sa propre existence et empêcher l’empire de se désintégrer.
La nouvelle constitution prévoyait la création d’un parlement russe bicaméral, sans l’approbation duquel aucune loi ne pouvait être promulguée en Russie. Cette législature était composée d’une chambre haute, connue sous le nom de Conseil d’État, et d’une chambre basse, connue sous le nom de Douma d’État. La moitié des membres de la chambre haute étaient nommés par le tsar, tandis que l’autre moitié était élue par divers intérêts gouvernementaux, cléricaux et commerciaux. Les membres de la chambre basse devaient être choisis par différentes classes du peuple russe, par le biais d’un système complexe d’élections indirectes, le système étant pondéré pour assurer la prépondérance ultime des classes possédantes. Alors que la Douma détenait le pouvoir de légiférer et le droit d’interroger les ministres du tsar, elle n’avait pas le contrôle de leur nomination ou de leur destitution, qui était réservée au seul monarque. Elle ne pouvait pas non plus modifier la constitution, sauf à l’initiative de l’empereur. Le tsar conservait un droit de veto absolu sur les lois, ainsi que le droit de dissoudre la Douma à tout moment, pour toute raison qu’il jugeait appropriée. L’empereur avait également le droit de promulguer des décrets pendant la vacence de la Douma, mais ceux-ci perdaient leur validité s’ils n’étaient pas approuvés par le nouveau parlement dans les deux mois.
Cette charte avait été accordée sous la contrainte, et Nicolas II abhorrait les restrictions à son pouvoir qu’il avait juré lors de son couronnement de transmettre à son fils. Il renvoya la première et la deuxième Douma lorsqu’elles se révélèrent « insoumises », et modifia unilatéralement les processus électoraux (en violation de la constitution) pour s’assurer que davantage de propriétaires terriens seraient élus aux futures Doumas. Bien que les troisième et quatrième Doumas qui en résultèrent s’avérèrent plus durables, elles se querellèrent toujours avec le tsar et son gouvernement sur l’orientation générale de la politique de l’État et sur la nature fondamentale de l’État russe. En fin de compte, avec l’éclatement de la révolution russe de 1917, la Douma a joué un rôle de premier plan dans l’abdication du tsar, ce qui a conduit à son tour à l’abolition de la monarchie et à l’accession au pouvoir du gouvernement provisoire russe sous Kerensky. Cependant, ce gouvernement libéral sera renversé quelques mois plus tard lors de la Révolution d'Octobre, la montée des bolcheviks signifiant la transition de la Russie vers une dictature.

### Source
- (en) Cet article est partiellement ou en totalité issu de l’article de Wikipédia en anglais intitulé « Russian Constitution of 1906 » (voir la liste des auteurs).